# 메러디스 먼로
메러디스 먼로(Meredith Monroe, 1968년 12월 30일 ~ )는 미국의 배우이다.

## 참여 작품

### 영화
- 마이너리티 리포트 (영화)
- 트랜스포머: 달의 어둠
- 지랄발광 17세

### 텔레비전
- 도슨의 청춘일기
- 조안 오브 아카디아
- CSI: 마이애미
- 하우스 (드라마)
- 콜드 케이스
- 크리미널 마인드
- CSI: 과학수사대
- 마스터즈 오브 호러
- 본즈 (드라마)
- 크로싱 조던
- 문라이트 (드라마)
- 캘리포니케이션 (드라마)
- 프라이빗 프랙티스
- 멘탈리스트 (드라마)
- 사이크
- NCIS (드라마)
- 클로저 (드라마)
- 하와이 파이브-0
- 하트 오브 딕시
- CSI: 뉴욕
- 체인지 디바
- NCIS: 로스앤젤레스
- 캐슬 (드라마)
- 루머의 루머의 루머
- S.W.A.T. (2017년 드라마)